# Michał Jan Zienkowicz
Michał Jan Zienkowicz  herbu Siekierz (ur. 1670 koło Drohiczyna, zm. 23 stycznia 1762) – biskup wileński, duchowny pisarz wielki litewski w 1724 roku, dyrektor wileńskiego sejmiku relacyjnego i przedelekcyjnego w 1733 roku, kanclerz Akademii i Uniwersytetu Wileńskiego Towarzystwa Jezusowego w latach 1730-1761.

## Życiorys
Był kanonikiem wileńskim i archidiakonem żmudzkim. Na przełomie 1717/1718 roku został biskupem tytularnym Juliopolis i sufraganem żmudzkim. W 1730 roku został biskupem wileńskim. Należał do stronników Stanisława Leszczyńskiego. W czasie elekcji 1733 roku jako deputat litewski podpisał pacta conventa Stanisława Leszczyńskiego. Członek konfederacji generalnej Wielkiego Księstwa Litewskiego w 1734 roku.
W 1736 odznaczony Orderem Orła Białego.
U schyłku życia należał do stronników Czartoryskich i Massalskich na Litwie.
Pochowany w katedrze św. Stanisława i św. Władysława w Wilnie.